# Stimigliano
Stimigliano är en ort och kommun i provinsen Rieti i regionen Lazio i Italien. Kommunen hade 2 286 invånare (2018).